# Myndighed
Den grundlæggende betydning af en myndighed eller autoritet (anglicisme) er retten (beføjelse eller bemyndigelse) til at beslutte eller handle med betydning for andre.
Ordet myndighed er afledt af myndig, der igen kommer fra middelnedertysk 'mundich', af oldhøjtysk munt 'hånd, beskyttelse, formynderskab', beslægtet med latin manus 'hånd'. Udtryk som 'en kærlig hånd', 'en fast hånd', og – i ældre sprog 'under hånd og værge' – angiver relationen mellem to personer, hvor den myndige part, myndighed (person), har evne og vilje til at beskytte den anden. Hvis den samfundsmæssig organisation omfatter ikke blot en stat, men en retsstat, vil den svage part kunne disponere mere frit end i et patriarkat, hvor magtudøvelsen ligger hos faderen som familiens eller klanens overhoved.. Dette skyldes, at retsstatens myndighed (institution) er forpligtet til at yde retssikkerhed, navnlig de grundlovssikrede, individuelle frihedsrettigheder.
Samspillet mellem personlig og institutionel myndighed bliver eksemplificeret af et bibelcitat:
Og de blev slået af forundring over hans lære; for han lærte dem som en, der har myndighed, og ikke som de skriftkloge.
De skriftkloge var dem, der havde institutionel myndighed.
Samspillet mellem stat og patriarkat er analyseret af den tyske sociolog Max Weber. Det formidles under emnet bureaukrati, men mere dækkende under betegnelserne patrimonialisme og neo-patrimonialisme.
- Myndighed (person) – en person, der har magt til at agere og beslutte for andre[8]
  - Myndighedsalder – en betegnelse for den alder en person skal have, for at kunne disponere med retlig gyldighed
- Myndighed (institution) – en organisatorisk enhed, der kan træffe beslutninger inden for den givne institution; f.eks. i foreninger, virksomheder eller det offentlige.
  - Offentlig myndighed – en organisation, der på samfundets vegne kan agere indenfor et givet område, et myndighedsområde.

## Milgram-eksperimentet
Tendensen til at adlyde en myndighed virker nærmest integreret i samfundet: Milgram-eksperimentet viste at over 60% af udvalgte amerikanere udviste villighed til at torturere en person, betinget at de fik en ordre fra en passende myndighed.